# Cryptocephalus
Cryptocephalus är ett släkte av skalbaggar som beskrevs av Müller 1764. Cryptocephalus ingår i familjen bladbaggar.

## Bildgalleri

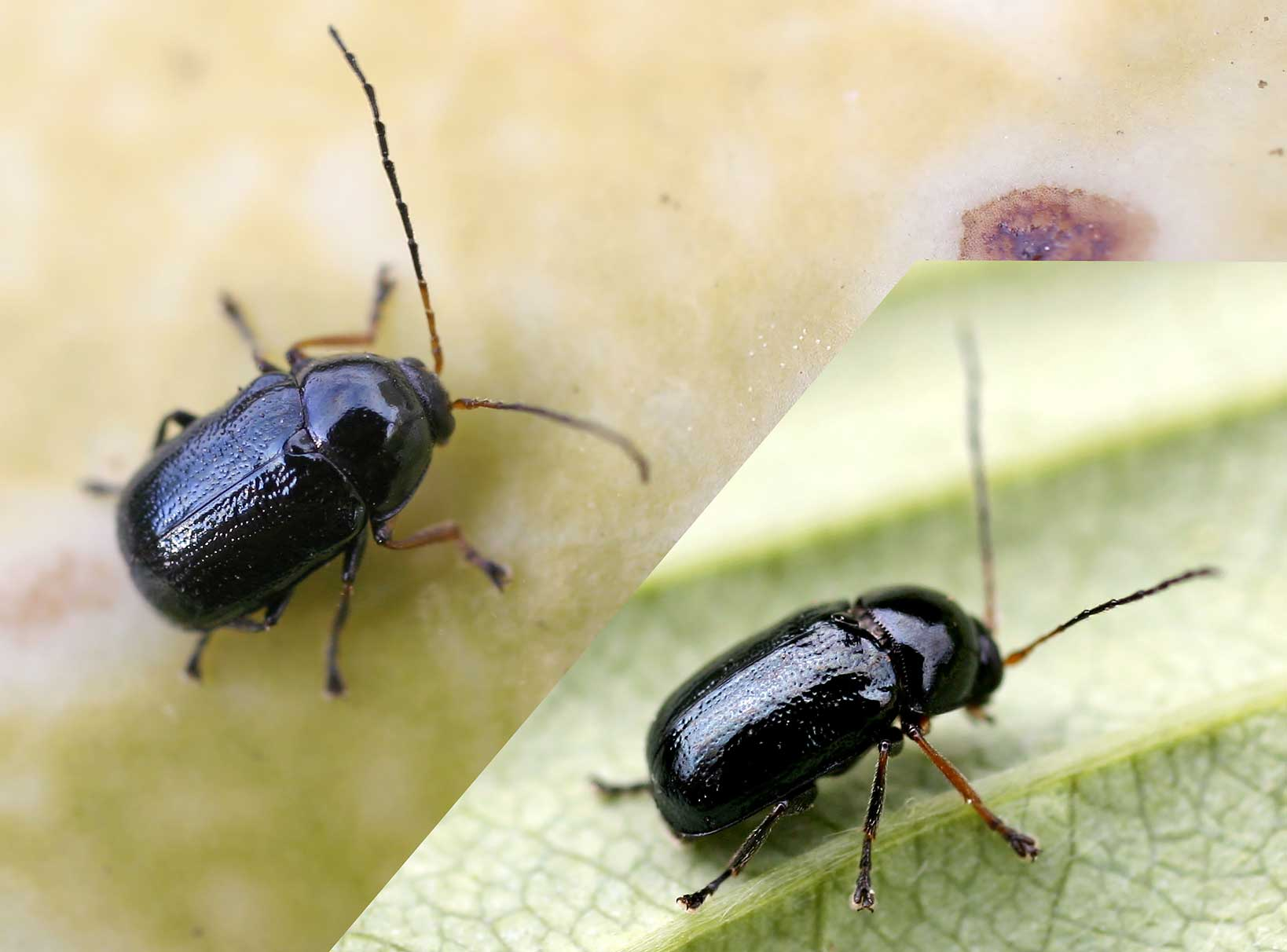
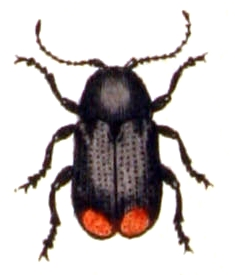
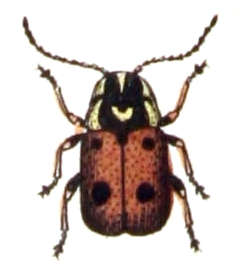
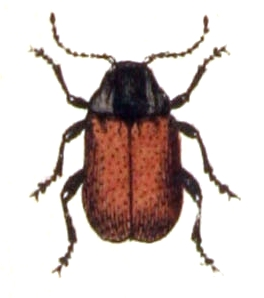
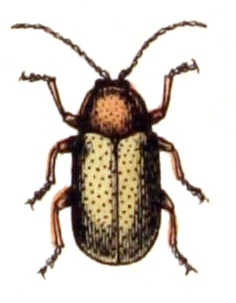
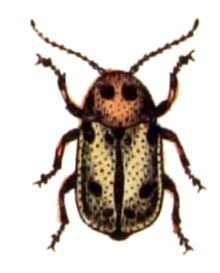

## Dottertaxa tillCryptocephalus, i alfabetisk ordning[1][2]
- Cryptocephalus albicans
- Cryptocephalus alternans
- Cryptocephalus amatus
- Cryptocephalus andrewsi
- Cryptocephalus arizonensis
- Cryptocephalus astralosus
- Cryptocephalus atrofasciatus
- Cryptocephalus aulicus
- Cryptocephalus australobispinus
- Cryptocephalus badius
- Cryptocephalus basalis
- Cryptocephalus binominis
- Cryptocephalus binotatus
- Cryptocephalus bispinus
- Cryptocephalus bivius
- Cryptocephalus brunneovittatus
- Cryptocephalus calidus
- Cryptocephalus castaneus
- Cryptocephalus cerinus
- Cryptocephalus confluentus
- Cryptocephalus contextus
- Cryptocephalus cowaniae
- Cryptocephalus cribripennis
- Cryptocephalus cuneatus
- Cryptocephalus cupressi
- Cryptocephalus defectus
- Cryptocephalus disruptus
- Cryptocephalus dorsatus
- Cryptocephalus downiei
- Cryptocephalus duryi
- Cryptocephalus falli
- Cryptocephalus fulguratus
- Cryptocephalus gibbicollis
- Cryptocephalus guttulatellus
- Cryptocephalus guttulatus
- Cryptocephalus implacidus
- Cryptocephalus incertus
- Cryptocephalus insertus
- Cryptocephalus irroratus
- Cryptocephalus lateritius
- Cryptocephalus leucomelas
- Cryptocephalus lunulatus
- Cryptocephalus luteolus
- Cryptocephalus maccus
- Cryptocephalus merus
- Cryptocephalus mucoreus
- Cryptocephalus multisignatus
- Cryptocephalus mutabilis
- Cryptocephalus nanus
- Cryptocephalus nigrocinctus
- Cryptocephalus notatus
- Cryptocephalus obsoletus
- Cryptocephalus optimus
- Cryptocephalus pallidicinctus
- Cryptocephalus pinicolus
- Cryptocephalus pseudomaccus
- Cryptocephalus pubicollis
- Cryptocephalus pubiventris
- Cryptocephalus pumilus
- Cryptocephalus quadruplex
- Cryptocephalus quercus
- Cryptocephalus sanguinicollis
- Cryptocephalus schreibersii
- Cryptocephalus simulans
- Cryptocephalus snowi
- Cryptocephalus spurcus
- Cryptocephalus striatulus
- Cryptocephalus texanus
- Cryptocephalus tinctus
- Cryptocephalus triundulatus
- Cryptocephalus trivittatus
- Cryptocephalus trizonatus
- Cryptocephalus umbonatus
- Cryptocephalus vapidus
- Cryptocephalus venustus
- Cryptocephalus virginiensis